# Wisznia Mała (przystanek kolejowy)
Wisznia Mała – dawny wąskotorowy przystanek osobowy w Wiszni Małej, w gminie Wisznia Mała, w powiecie trzebnickim, w województwie dolnośląskim, w Polsce. Został otwarty w 1898, a zamknięty w 1967 roku.